# Maria Theresiaplein

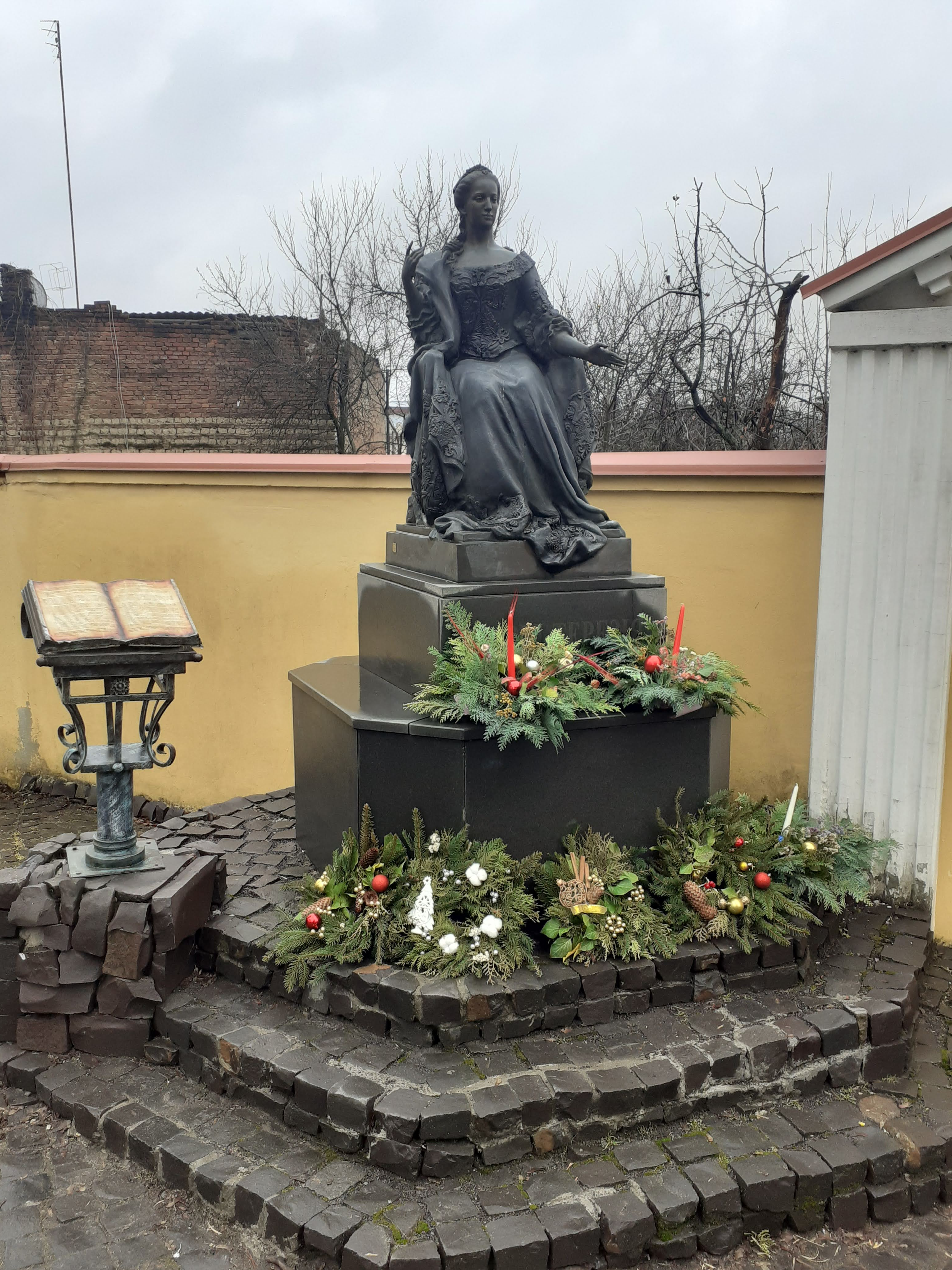
Het monument voor keizerin-koningin Maria Theresia van Oostenrijk met naast haar het boek met informatie over de geschiedenis van de burchtwijk van Oezjhorod

Het Maria Theresiaplein (Oekraïens: Сквер Марії Терезії, Skver Mariyi Tereziyi)  is een groen plein  in de burchtwijk van Oezjhorod in Transkarpatië (Oekraïne). Op het plein bevindt zich een monument voor keizerin-koningin  Maria Theresia van Oostenrijk. Naast dit standbeeld bevinden zich ook meerdere medaillons in het Pantheon voor de Burchtwijk met meerdere historische personen die belangrijk zijn geweest voor de bouw van deze wijk, die de stad tot een belangrijk regionaal centrum maakte van Transkarpatië.
Deze personen worden in het pantheon afgebeeld:
- koning Stefanus I van Hongarije
- koning Karel I Robert van Hongarije
- palatijn Philippus Drugeth
- Miklós Bercsényi
- bisschop Andrii Bachynskiy

Het park werd aangelegd op initiatief van de Oekraïense diplomaat en professor Alen Panov en onder het mecenaat van de familie Panov en biedt een panorama op de Grieks-katholieke Kathedraal van de Kruisverheffing en het naast gelegen Bisschoppelijk Paleis. Het plein werd ingewijd in 2013 door de toenmalige bisschop Milan Šašik van de Roetheense Grieks-Katholieke Kerk en in aanwezigheid van de initiatiefnemers en andere kerkleiders van het multi-etnische Oezjhorod.